# Свердловский сельсовет (Тоцкий район)
Свердловский сельсовет — сельское поселение в Тоцком районе Оренбургской области Российской Федерации.
Административный центр — посёлок Свердлово.

## История
Статус и границы сельского поселения установлены Законом Оренбургской области от 2 сентября 2004 года № 1424/211-III-ОЗ «О наделении муниципальных образований Оренбургской области статусом муниципального района, городского округа, городского поселения, установлении и изменении границ муниципальных образований».

## Население
| 2010  | 2012  | 2013  | 2014  | 2015  | 2016  | 2017  |
| ----- | ----- | ----- | ----- | ----- | ----- | ----- |
| 1309  | ↘1278 | ↘1251 | ↗1404 | ↘1356 | ↘1318 | ↘1245 |
| 2018  | 2019  | 2020  | 2021  |       |       |       |
| ↘1187 | ↘1123 | ↘1080 | ↘1052 |       |       |       |

## Состав сельского поселения
| № | Населённый пункт | Тип населённого пункта          | Население |
| - | ---------------- | ------------------------------- | --------- |
| 1 | Задорожный       | посёлок                         | 246       |
| 2 | Кзыл-Мечеть      | село                            | 163       |
| 3 | Крыловка         | посёлок                         | 0         |
| 4 | Кундузлутамак    | село                            | 2         |
| 5 | Любимовка        | посёлок                         | 207       |
| 6 | Набережный       | посёлок                         | 298       |
| 7 | Ново-Васильевка  | посёлок                         | 239       |
| 8 | Свердлово        | посёлок, административный центр | 400       |